# 區建公
區建公（1887年8月23日—1971年12月31日），名建邦，字维屏，號建公，廣東新會人，一生致力文教工作，精書法，兼善各體，尤以北魏書體獨步書壇。

## 生平
區建公少年即從宿儒盧湘父，修習經史詞章之學。1906年畢業於新會師範學堂，1912年於澳門創立德華學校，1927年於香港設建邦學校。課餘精研書法，篆隸真草皆擅長，譽滿書壇。1930年在香港設立建公書法學院，專心宏揚書藝，扶掖後進，對清貧學生，免費施教，前後四十一年，從未間斷。當時，香港的商號和機構之牌匾和碑記，多出於其手。他又編印書法示範十餘種，習字帖百餘款，為當年中小學廣泛採用，有助於香港書法藝術的普及和提升。
區建公亦精於醫學，受業於外祖父劉宗仁，並奉母命贈醫濟世。他在1971年12月31日去世，享年八十五，葬於香港華人基督教聯會薄扶林道墳場。

## 外部連結
- 香港郵票百週年紀念題字者：區建公先生 （页面存档备份，存于）